# Lysimachia longshengensis
Lysimachia longshengensis är en viveväxtart som beskrevs av G.Z. Li och S.C. Tang. Lysimachia longshengensis ingår i släktet lysingar, och familjen viveväxter. Inga underarter finns listade i Catalogue of Life.